# Owsica pstra
Owsica pstra (Helictochloa versicolor (Vill.) Romero Zarco) – gatunek rośliny z rodziny wiechlinowatych. Występuje w południowej i środkowej Europie oraz Turcji. W Polsce rośnie tylko w Tatrach.

## Morfologia
ŁodygaDelikatne źdźbło do 30 cm wysokości.
LiścieSinawe, sztywne, płaskie, na szczycie kapturkowate, tylko na brzegu szorstkie i z białą obwódką. Pochwy liściowe obłe.
KwiatyZebrane w 4–5-kwiatowe kłoski, te z kolei zebrane w jajowatą wiechę długości 4–6 cm. Plewy fiołkowe, w dolnej części zielone, brązowe na brzegu. Plewka dolna brązowa, żółta na brzegu, z ciemną ością, w dole taśmowato spłaszczoną i skręconą.
OwoceZiarniaki.

## Biologia i ekologia
Bylina, hemikryptofit, oreofit. Rośnie w wysokogórskich murawach acydofilnych. Kwitnie w lipcu i sierpniu. Gatunek charakterystyczny klasy Juncetea trifidi oraz zespołu Oreochloo distichae-Juncetum trifidi.

## Zmienność
Wyróżniane są trzy podgatunki:
- Helictochloa versicolor subsp. caucasica (Holub) Romero Zarco
- Helictochloa versicolor subsp. praetutiana (Parl. ex Arcang.) Romero Zarco
- Helictochloa versicolor subsp. versicolor